# Belus (album)
Pour les articles homonymes, voir Bélus.
Albums de Burzum
Hliðskjálf
(1999) Fallen
(2011)
Belus est le septième album de Burzum, paru en 2010.

## Présentation
Belus est le septième album de Burzum et le premier enregistré après la sortie de prison de Varg Vikernes en mars 2009. Varg Vikernes annonce sur son site que cet album n'aura aucun lien avec les idéologies raciste et pro-aryenne qui lui ont souvent été attribuées. Les paroles de cet album sont entièrement rédigées en norvégien et le style musical se rapprocherait de Hvis lyset tar oss ainsi que de Filosofem. L'album serait donc catégorisé dans le black metal atmosphérique bien que Varg Vikernes déclare que cet album ne soit pas à catégoriser dans le black metal et que s'il fallait absolument le catégoriser, il correspondrait tout simplement au style metal. La première piste est un morceau de musique ambient. Le titre originel était supposé être « Den Hvite Guden » en tant que surnom du dieu de la mythologie nordique Baldur. Cependant, Varg Vikernes reçu plusieurs messages l'étiquetant de « raciste » à cause de l'adjectif « Hvite » (blanc) du titre; c'est pourquoi il décida de changer le titre de son album pour Belus qui est l'ancien nom sous lequel le dieu Baldur et ses homologues étaient connus pour ainsi éviter ces tracas inutiles.

## Liste des titres
| No | Titre                            | Traduction                         | Durée |
| -- | -------------------------------- | ---------------------------------- | ----- |
| 1. | Leukes Renkespill (Introduksjon) | L'intrigue de Leuke (Introduction) | 0:33  |
| 2. | Belus' død                       | La mort de Belus                   | 6:23  |
| 3. | Glemselens elv                   | Le fleuve de l'oubli               | 11:54 |
| 4. | Kaimadalthas' nedstigning        | La descente de Kaimadalthas        | 6:43  |
| 5. | Sverddans                        | La danse des épées                 | 2:27  |
| 6. | Keliohesten                      | Le cheval de Kelio                 | 5:45  |
| 7. | Morgenrøde                       | Aube                               | 8:54  |
| 8. | Belus' Tilbakekomst (Konklusjon) | Le retour de Belus (Conclusion)    | 9:37  |

## Annexe